# Gare de Breuil-Barret
Pour les articles homonymes, voir Gare de Breuil.
La gare de Breuil-Barret est une gare ferroviaire française sur une portion fermée de la ligne de La Possonnière à Niort, située sur le territoire de la commune de Breuil-Barret, dans le département de la Vendée en région Pays de la Loire.

## Situation ferroviaire
Établie à 165 mètres d'altitude, la gare de Breuil-Barret est située au point kilométrique (PK) 118,100 de la ligne de La Possonnière à Niort, entre les gares de Moncoutant et de Puy-de-Serre. 
Gare de bifurcation, elle est aussi la gare origine (PK 0,000) de la ligne de Breuil-Barret à Velluire, la gare suivante est celle de La Châtaigneraie.

## Histoire
La gare a été mise en service le 26 décembre 1868 par la Compagnie du chemin de fer de Paris à Orléans (PO) lors de la réalisation de la ligne qui relie La Possonnière à Niort. Elle sera également reliée à la Châtaigneraie à partir de 1890. À la suite de l'ouverture de la gare, de nombreux commerces, hôtels et cafés s'y accroissaient.
Le trafic de la gare était assez important et avant 1939, 22 trains y circulaient, transportant marchandises et voyageurs. 17 employés travaillaient au service de la gare, mais aussi des ouvriers d'entretiens qui vivaient dans les maisons de garde-barrières. 
Un train acheminait le poisson en provenance de La Rochelle jusqu'à Paris. Les bœufs parthenais furent également transportés sur le quai de marchandises en raison de leur force.
À la suite de la régression des industries présentes autour de la commune, la gare est ferme au cours du XXe siècle. Les voies ferrés sont par la suite transformées voies vertes.